# Teleiopsis bagriotella
Teleiopsis bagriotella ist ein Schmetterling (Nachtfalter) aus der Familie der Palpenmotten (Gelechiidae).

## Merkmale
Die Falter erreichen eine Flügelspannweite von 17 bis 22 Millimeter und ähneln Teleiopsis diffinis. Die Vorderflügel sind jedoch dunkler und haben eine dunkle graubraune Farbe. Die hellen Bereiche an den Beinen sind häufig rosa gefärbt. Hinsichtlich der Variabilität ähneln die Falter T. diffinis, die Formen sind aber dunkler oder schwärzlich.  Gelegentlich sind die hellen Bereiche der Labialpalpen rosa. Die Variabilität ist zu einem gewissen Grad von der geografischen Lage abhängig und scheint auch mit der Geologie am Fundpunkt zu korrelieren.
Ähnliche Arten
- Teleiopsis diffinis  unterscheidet sich von ähnlichen Arten vor allem durch die im ersten Flügelviertel schräg nach außen verlaufende Binde aus hervorstehenden schwarzen Schuppen.
- Teleiopsis albifemorella
- Teleiopsis latisacculus

## Vorkommen
Teleiopsis bagriotella ist in den Gebirgen Europas beheimatet, das Verbreitungsgebiet reicht von Portugal und Spanien bis nach Griechenland. Im  Norden reicht es bis in die Tatra. Außerhalb Europas gibt es Nachweise aus der Türkei. Die Art ist in Höhenlagen von 1200 bis über 3000 Metern anzutreffen.

## Lebensweise
Die Larven leben an Alpen-Säuerling (Oxyria digyna), wo sie in röhrenförmigen Gespinsten leben.
Die Falter fliegen von Juni bis Oktober, sie sind häufig an künstlichen Lichtquellen anzutreffen. Die Larven leben Anfang Juli.

## Synonyme
Aus der Literatur sind folgende Synonyme bekannt:
- Anacampsis bagriotella Duponchel, [1840]
- [ohne Gattung] elatella Herrich-Schäffer, 1853
- Gelechia elatella Herrich-Schäffer, 1854